# Hugo Popper
Hugo Popper (* 21. April 1857 in Prag; † 14. November 1910 in Leipzig) war ein Musikliebhaber und Industrieller.

## Leben
Popper war Sohn eines österreichischen Offizieres. Eigentlich war seine Laufbahn zum Militär damit schon besiegelt, doch schon früh erkannte er seine Liebe zur Musik, besonders zur Marschmusik. Er trat aus dem Heer aus und wurde Geschäftsmann. 1891 traf Popper den Geschäftsmann Hugo Spangenberg. Die beiden wurden Partner und das gemeinsame Unternehmen Popper & Co exportierte Güter aller Art in den Orient.
Auf seinen Geschäftsreisen besuchte er auch Leipzig und erkannte die großen Möglichkeiten die ihm die mechanischen Musikinstrumente boten. So verließ er 1897 Prag und zog nach Leipzig, einer Metropole der Musik.
Er übernahm den Produktverkauf der Instrumente von H. Peters & Co und Etzold & Popitz, später dann auch noch den Vertrieb der Firma Racca, einem Hersteller von mechanischen Musikinstrumenten aus Bologna.

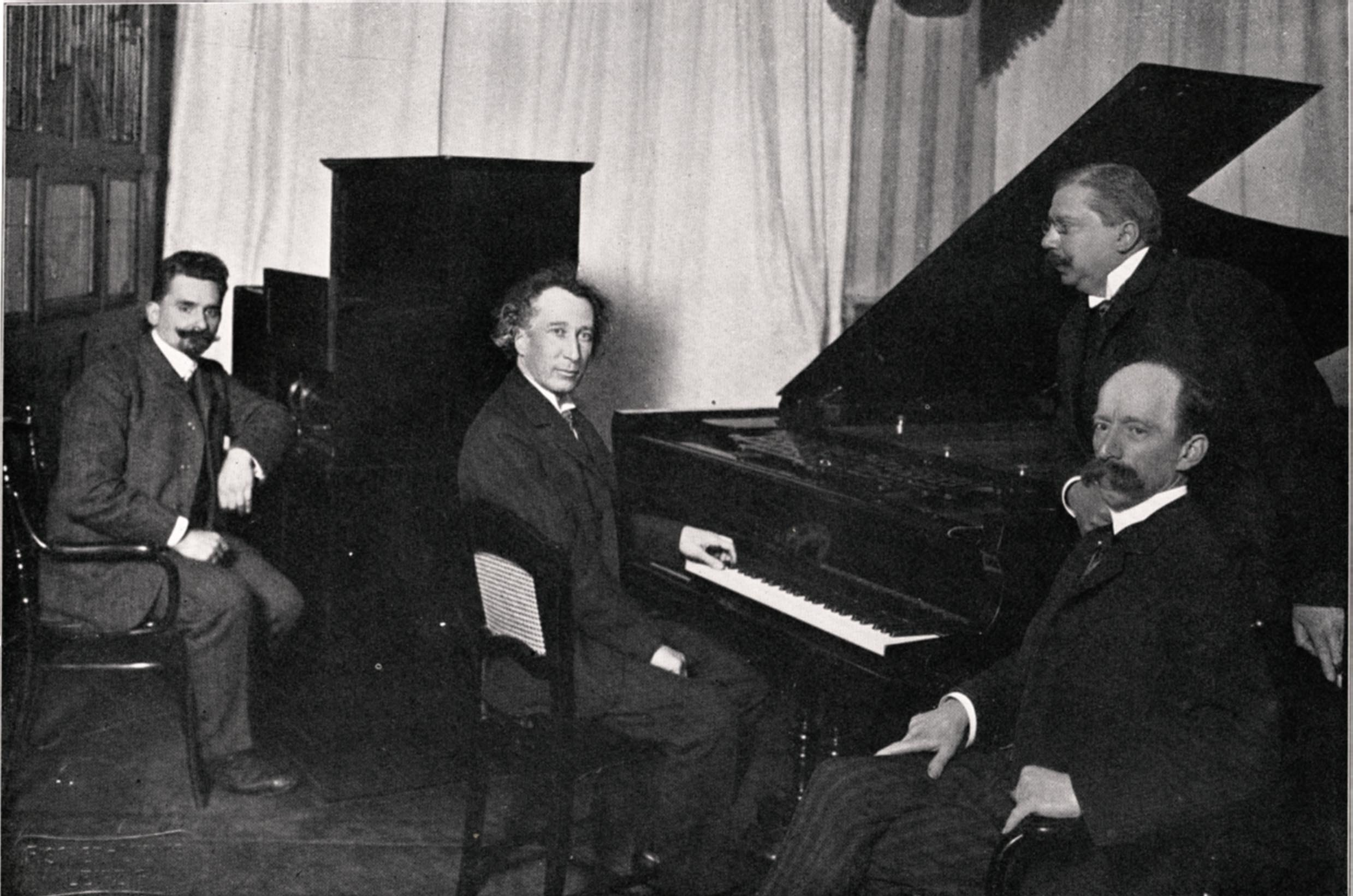
Emil von Sauer am 25. November 1905 bei der Aufnahmesitzung für Welte-Mignon im Studio Leipzig. Links Karl Bockisch, rechts stehend Hugo Popper

Die Freiburger Firma M. Welte & Söhne schloss 1905 mit Popper einen Vertrag, der ihm die Generalvertretung der Welte-Mignon-Instrumente im Deutschen Reich übertrug. Da Leipzig damals die Musikmetropole des Deutschen Reiches war richtete man gemeinsam in Poppers Firma einen Aufnahmesalon für Welte-Mignon-Aufnahmen ein, so dass nun neben dem Freiburger Aufnahmestudio ein zweites zur Verfügung stand.
In der Tat gelang es Popper eine große Anzahl berühmter Musiker zu Aufnahmen zu verpflichten, die unter der technischen Leitung von Karl Bockisch oder Edwin Welte stattfanden.
1909 wurde das Leipziger Studio aufgelöst und Popper die Generalvertretung entzogen.
Später produzierte er in seiner eigenen Fabrikation auch noch selbstspielende Klaviere mit dem Namen Stella und Welt-Konzertist sowie Orchestrien mit den Namen wie Eroica, Gladiator und Mystikon.
Als er 1910 starb, nannte er viele Künstler und Industrielle der Musikwelt in Deutschland seine Freunde, darunter auch Julius Feurich, Karl Bockisch und die Familie Welte.